# Babina Stena
Babina Stena är ett berg i Kosovo. Det ligger i den norra delen av landet, 80 km nordväst om huvudstaden Priština. Toppen på Babina Stena är 780 meter över havet.
Terrängen runt Babina Stena är kuperad. Runt Babina Stena är det ganska tätbefolkat, med 160 invånare per kvadratkilometer. Närmaste större samhälle är Leshak, 12,4 km öster om Babina Stena. I omgivningarna runt Babina Stena växer i huvudsak blandskog.